# Cuthbert Victor
Cuthbert Victor, né le 30 janvier 1983, à Sainte-Croix, dans les Îles Vierges des États-Unis, est un joueur américain de basket-ball. Il évolue au poste d'ailier fort. 